# 原口亜由美
原口 亜由美（はらぐち あゆみ、1979年3月20日 - ）は、日本の元モデル、元レースクイーンである。
埼玉県出身。フォルテシモに所属していた。

## 略歴・人物
三兄妹の末っ子（姉と兄がいる）として埼玉県に生まれる。短期大学卒業後にモデル事務所に登録し、2000年の十勝24時間レースで「アメリカンレーシング」のレースクイーンとしてデビュー。2001年、ARTA GALSのオーディションに合格し本格的なRQ活動を開始する。以後2010年まで全日本GT選手権・SUPER GT、フォーミュラ・ニッポンの各カテゴリーでRQ活動を続けた。
2009年のSUPER GTで共にLEXUS TEAM PETRONAS TOM'SのRQを務めた坂地久美、高橋千咲姫とは今でも交流が深い。

## レースクイーン
- 2001年：JGTC「ARTA GALS」
- 2002年：ネッツカップアルテッツアレース「CRTA レースクイーン」
- 2003年：JGTC/フォーミュラ・ニッポン「TAKATA童夢NSXレースクイーン」
- 2004年 - 2005年：フォーミュラ・ニッポン「Team LeMans フォーラムエンジニアリングギャル」
- 2006年：フォーミュラ・ニッポン「DHG TOM's Racingレースクイーン」[5]
- 2007年：フォーミュラ・ニッポン/SUPER GT 500「TOYOTA Team LeMans フォーラムエンジニアリングギャル」
- 2008年 - 2009年：SUPER GT「LEXUS TEAM PETRONAS TOM'S マツモトキヨシレースクイーン」
- 2010年：SUPER GT「LEXUS TEAM PETRONAS TOM'S HOUMEIレースクイーン」

## イベント出演
- 2007年：東京モーターショー「三菱自動車ブースモデル」
- 2008年：大阪オートメッセ、名古屋オートトレンド「三菱自動車ブースモデル」

### 東京オートサロン出演歴
| 年                     | 出演ブース      | 備考                           |
| ---------------------- | --------------- | ------------------------------ |
| 2002年                 | AUTOBACS（ASL） |                                |
| 2003年                 | C-WEST          |                                |
| 2004年、2005年         | ALPINE          |                                |
| 2006年、2007年、2008年 | 三菱自動車      |                                |
| 2011年                 | M7 JAPAN        | 西村紗也禾、かとうはなえと共演 |

## 受賞歴
- 2004年：オートギャラリー東京「レースクイーングランプリ」準グランプリ[7]

## 作品
- DVD「プライベートファイル File:NO.1 原口亜由美」（2004年12月21日発売／イーネット・フロンティア）